# Luz-Ardiden
Luz-Ardiden er et skisportssted i de Franske Pyrenæer. Stedet ligger i Hautes-Pyrénées departementet i Midi-Pyrénées regionen og åbnede 16. januar 1975. Luz-Ardiden ligger i 1.720 meters højde og vejen derop er blevet benyttet flere gange som afslutning på etaper i Tour de France.

## Stigningen
Startende fra Luz-Saint-Sauveur i 710 meters højde stiger vejen i alt 1.010 meter til Luz-Ardiden. Strækningen er 14,7 km lang og den gennemsnitlige stigningsprocent er 6,9 %. På det stejleste sted er stigningen 10%..

## Tour de France
Luz-Ardiden i Tour de France:
| År   | Etape | Kategori | Etapestart          | Distance (km) | Etapevinder               | Gul førertrøje     |
| ---- | ----- | -------- | ------------------- | ------------- | ------------------------- | ------------------ |
| 2021 | 18    | HC       | Pau                 | 130,7         |                           |                    |
| 2011 | 12    | HC       | Cugnaux             | 211           | Samuel Sánchez            | Thomas Voeckler    |
| 2003 | 15    | HC       | Bagnères-de-Bigorre | 159,5         | Lance Armstrong           | Lance Armstrong    |
| 2001 | 14    | HC       | Tarbes              | 144           | Roberto Laiseka           | Lance Armstrong    |
| 1994 | 12    | HC       | Lourdes             | 204,5         | Richard Virenque          | Miguel Indurain    |
| 1990 | 16    | HC       | Blagnac             | 215           | Miguel Indurain           | Claudio Chiappucci |
| 1988 | 15    | HC       | Saint-Girons        | 187,5         | Laudelino Cubino Gonzalez | Pedro Delgado      |
| 1987 | 14    | HC       | Pau                 | 166           | Dag Otto Lauritzen        | Charly Mottet      |
| 1985 | 17    | HC       | Toulouse            | 209,5         | Pedro Delgado             | Bernard Hinault    |

I Tour de France 2003 styrtede Lance Armstrong og Iban Mayo tidligt på opstigningen til Luz-Ardiden. Lance Armstrongs cykelstyr blev fanget af en tilskuers taskestrop hvilket væltede begge ryttere. Armstrongs største konkurrent, Jan Ullrich, lå (blandt flere) umiddelbart efter Armstrong og Mayo, men han undgik styrtet. I stedet for at udnytte situationen og køre fra Armstrong, satte Jan Ullrich tempoet ned og ventede på de væltede ryttere. Armstrong var hurtigt tilbage på cyklen, og straks Armstrong have genvundet kontakten til Ullrich angreb han. Ingen ryttere kunne svare Armstrongs angreb, og han endte som etapevinder med en margin på 40 sekunder. Armstrong vandt siden Tour de France 2003 1 minut og 1 sekund hurtigere end Ullrich.